# 帕里納里區
帕里納里區（西班牙語：Distrito de Parinari），是秘魯的一個區，位於該國東北部洛雷託大區的洛雷托省，始建於1866年2月7日，面積12,951.7平方公里，海拔高度107米，2005年人口7,394，人口密度每平方公里0.57人。